# Cystidicoloides
Cystidicoloides är ett släkte av rundmaskar. Cystidicoloides ingår i familjen Cystidicolidae.
Släktet innehåller bara arten Cystidicoloides tenuissima. Cystidicoloides är enda släktet i familjen Cystidicolidae.